# Maniola decorata
Maniola decorata är en fjärilsart som beskrevs av Leo Andrejewitsch Sheljuzhko 1919. Maniola decorata ingår i släktet Maniola och familjen praktfjärilar. Inga underarter finns listade i Catalogue of Life.